# Eugène Battaille
Antonin Amédée „Eugène” Battaille (n. 18 aprilie 1817, Granville, Basse-Normandie, Franța – d. 26 martie 1882, Versailles, Seine-et-Oise, Franța) a fost un pictor francez, elev al lui Léon Cogniet, specializat în subiecte istorice sau religioase și cunoscut pentru copia portretului mareșalului Ney, realizat de Langlois, al cărui original a dispărut. În jurul anului 1875 a încetat să mai picteze și a murit la Versailles la 26 martie 1882.

## Biografie
Necrologul său a apărut în Almanahul Versailles din 1883: „Eugène Bataille, pe care mulți prieteni l-au însoțit la cimitirul Notre-Dame pe 29 martie, avea 65 de ani. Tatăl său, doctorul Bataille, a sperat că fiul său îi va succeda, dar Eugène Bataille a simțit gustul pentru artă încă din tinerețe și s-a dedicat în întregime studiului desenului. În ciuda calităților sale reale, nu a obținut postul la care visase atât de repede pe cât și-ar fi dorit și s-a descurajat, așa că s-a alăturat administrației muzeului ca asistent curator. A fost unul dintre fondatorii Société des amis des Arts de Seine-et-Oise, la a cărei prosperitate a contribuit mult prin eforturile sale. A adus servicii reale acestei excelente asociații, ocupându-se cu mult zel și dăruire de organizarea expozițiilor și spectacolelor de teatru.”